# Toma N. Socolescu
Toma N. Socolescu este un arhitect neoclasic român important de la mijlocul până la sfârșitul secolului al XIX-lea, s-a născut în 1848 la Ploiești și s-a stins din viață pe 22 noiembrie 1897
 la Ploiești. Primul arhitect român din județul Prahova care a studiat în România, el participa în mare măsură la planificarea urbană a orașului Ploiești. Construiește multe lucrări publice în regiunea sa Prahova, având totodată particularitatea de a fi exercitat și ca antreprenor de construcții. Își executa propriile planuri, ca și ale altor arhitecți.

## Biografie
Născut în 1848 la Ploiești, fiul arhitectului Niculae Gheorghe Socol, arhitect al Județului de Prahova, de stil neoclasic, și singurul arhitect român care oficiază în Prahova vremii sale, ceilalți fiind toți de origine străina. Constructor al multor clădiri publice și oficiale din județ, a multor biserici și case particulare remarcabile, printre care unele înscrise în patrimoniul arhitectural istoric al României, el este deopotrivă arhitect-șef al orașului Ploiești din 1880 dar și maestru de construcții. Într-adevăr, realizează majoritatea lucrărilor de execuție după ce întocmește și toate planurile. Potrivit fiului său, Toma T. Socolescu, fabrica el însuși materialele necesare construcțiilor. Din 1883 până în 1886, Școala de Arte și Meserii, unde fiii constructorilor orașului s-au pregătit în meseria de construcții, a fost găzduită în propria casă. Toma T. Socolescu, evocă în memoriile sale extrema sa apropiere de artizani, care îl consideră unul de-al lor.
Astfel, în calitate de maestru constructor și antreprenor, executând atât planurile sale cât și cele ale altor arhitecți, construiește școli, spitale, licee și cazărmi. 

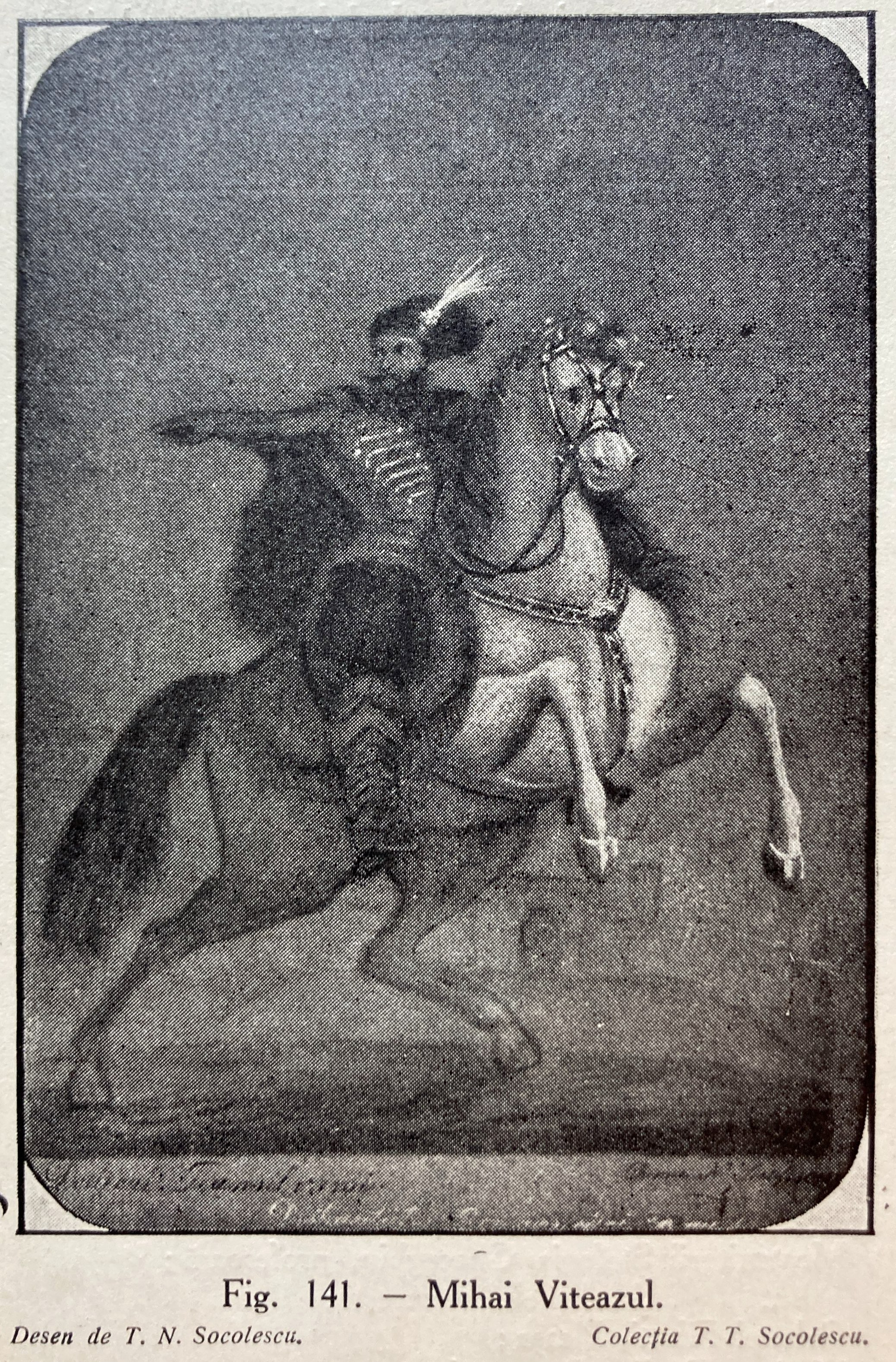
Desen de Toma N. Socolescu reprezentând-ul pe Mihai Viteazul.

Om forte harnic și muncitor, este, de asemenea, înzestrat cu talent artistic. Bun desenator și acuarelist, îi plăce să creeze și să modeleze obiecte de artizanat decorative din teracotă smălțuită, precum și sobe tradiționale românești în propria sa casă. O acuarelă, este vorba de Michel Le Brave, călare, și un desen semnate de mâna sa se găsesc la Muzeul de Artă din Ploiești. Originar din Transilvania, și făcând ecoul întemeierii orașului de către Mihai Viteazul, arhitectul decorează frontispiciul multora dintre clădire sale cu un basorelief al domnitoruluii.
Este foarte apropiat de fratele său mai mic, arhitectul Ion N. Socolescu, pe care l-a susținut financiar pe parcursul tuturor studiilor ale acestuia la școala de arhitectură din Paris. A părăsit Ploieștiul cu toată familia și s-a mutat la București în 1896 pentru a urmări nu numai șantierul major al cazărmii Cuza-Vodă, ci și pentru a rămâne în contact permanent cu Societatea Arhitecților din care era unul dintre membri fondatori. S-a stabilit nu departe de casa fratelui său Ion, la bulevardul Carol, numărul 29.
El este unul dintre cei douăzeci de semnatari, printre care și Ion Mincu, ai unei petiții prin care i-a cerut prim-ministrului să creeze o Comisie pentru Monumente Istorice, cu scopul de a proteja și conserva patrimoniul arhitectural al României. Petiția este publicată în revista „Analele Architecturei” în mai 1890.
În ultimii ani ai vieții, se implică în industria petrolieră și devine proprietar de platforme petroliere la Buștenari, județul Prahova. În asociere cu Toma Rucăreanu, ridica o fabrică de gaze numită „Lumina”, lângă  Gara de Sud din Ploiești..
S-a stins din viață la 48 de ani, pe 22 noiembrie 1897. A dus la îndeplinire o lucrare impresionantă, și asta în ciuda încetării premature a carierei sale. Este înmormântat în cavoul familiei Socolescu de la Cimitirul Bellu din București.

### Educația și călătoriile în străinătate

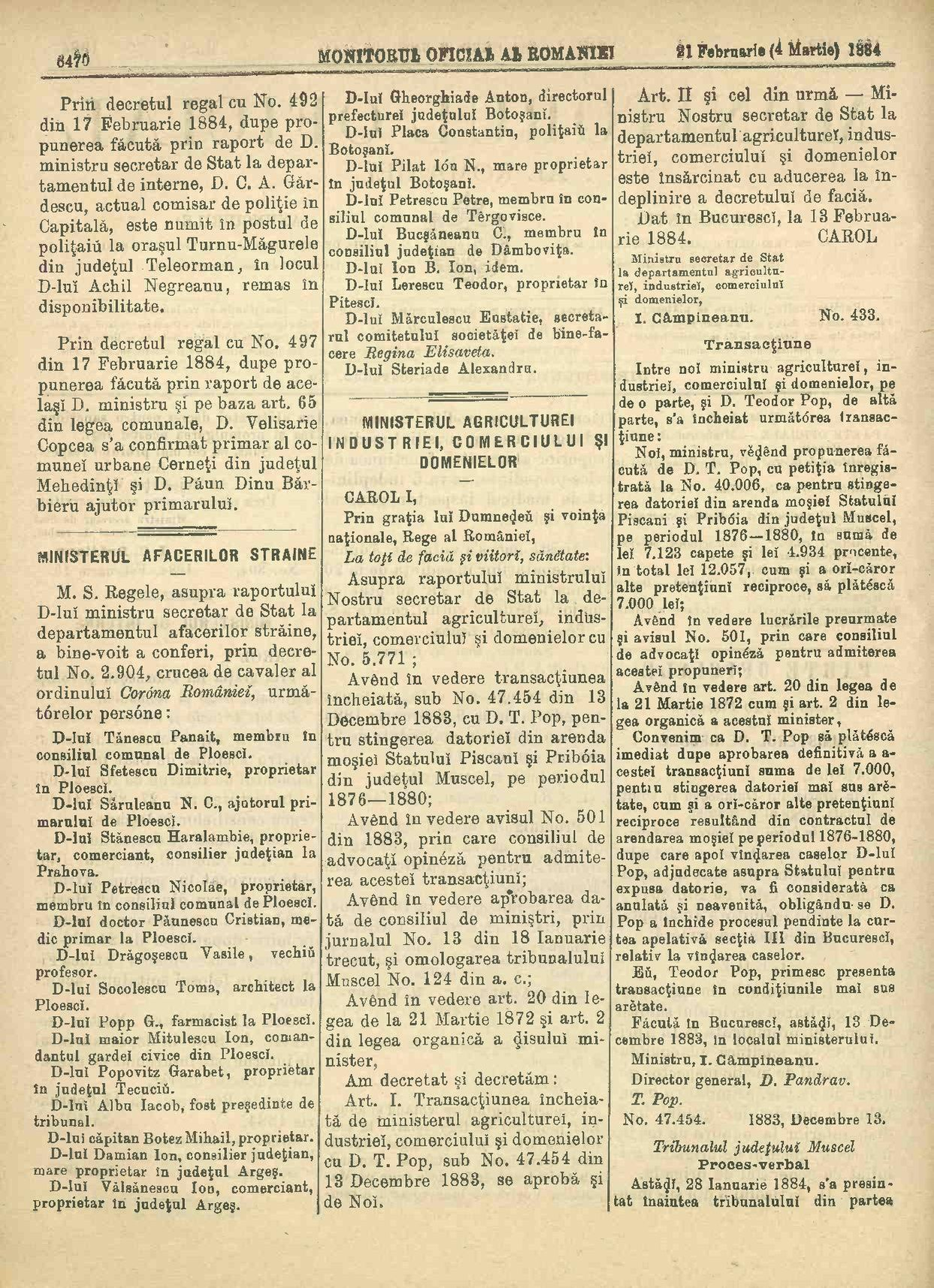
Decret regal de numire a lui Toma N. Socolescu în Ordinul Coroana României, publicat în Monitorul Oficial al României în februarie 1884.

Studiază arhitectura la secția condusă de arhitecții Alexandru Orăscu și Carol Benișu (sau Carol Beniș) la Școala de Arte Frumoase din București. La solicitarea lui Vasile Alexandrescu Urechia, pe atunci ministrul Educației Naționale, Theodor Aman, directorul Școlii de Arte Frumoase, pictor și actor major al renașterii culturale românești, i-a acordat o bursă de merit. Se înscrie la școală la 23 decembrie 1867, pe care a terminat-o în 1870 după ce a urmat pregătirea academică clasică. Diploma sa este semnată de mâna Regelui Carol I. Arhitecții români sunt apoi pregătiți în spiritul arhitecturii clasice. Neoclasicismul este adoptat în Țara Românească și Moldova începând cu secolul al XVIII-lea, și va dura până la sfârșitul secolului al XIX-lea.
Foarte activ și dornic de cunoștințe, întreprinde două călătorii de studii de o lună în Franța și Italia, prima fiind în timpul iernii 1893-1894. Îl vizitează pe fratele său Ion N. Socolescu, pe atunci student arhitect la École des Beaux-Arts din Paris. Călătoria lui cu trenul continuă spre Marsilia, Nisa, Monte-Carlo, apoi în Italia până la Genova, Roma, Napoli unde descoperă Pompei și Herculaneum. Pe drumul de întoarcere, vizitează Veneția. În 1896, întreprinde o ultimă călătorie, de data aceasta împreună cu soția sa, în nordul Italiei. Atunci vizitează Milano, apoi din nou Nisa și se întoarce la Paris, tot cu trenul. Trece prin Viena înainte de a ajunge la Ploiești pe 13 februarie 1896.

### Funcții oficiale, demnități publice și titluri
- Președinte al Societății Constructorilor din Ploiești[b 1].
- Arhitect al orașului Ploiești din 1880[a 1][d 5].
- Membru fondator al Societății Arhitecților din România (SAR)[5] înființate în jurul datei de 16 februarie 1891. A fost singurul dintre fondatori care a practicat arhitectura la Ploiești[c 3][6][7].
- Expert judiciar în construcții, la Tribunalul din Prahova pe la 1890[8].
- Decorat cu Crucea de Cavaler al Ordinului Coroanei României la 21 februarie 1884[9][e 7].

### Genealogie
Familia Socol din Berivoiul Mare, în vechime parte a Făgărașului sau a Țării Făgărașului, este o ramură a familiei Socol din Muntenia, care a trăit în județul Dâmbovița. 
Un anume 'Socol', mare boier și ginere al lui Mihai Viteazul (1557-1601), avea două ctitorii religioase în județul Dâmbovița, existente și azi, în Cornești și în Răzvadu de Sus, precum și o alta într-o suburbie a orașului Târgoviște.
Acest boier s-a căsătorit cu Marula, fiica lui Tudora din Popești numită și Tudora din Târgșor, soră a prințului Antonie-Vodă. Marula a fost recunoscută de Mihai Viteazul ca fiica sa ilegitimă, rod al unei relații extra-conjugale cu Tudora. Marula este îngropată în cimitirul bisericii din Răzvadu de Sus, unde, pe o lespede de piatră bogat cioplită, numele încă îi mai poate fi citit.
Nicolae Iorga, marele istoric român și prieten al fiului său Toma T. Socolescu, a găsit strămoși ai familiei Socol printre întemeietorii localității Făgăraș. În 1655, principele Transilvaniei Gheorghe Rákóczi al II-lea a înnobilat un strămoș al lui Nicolae G. Socol: "Ștefan Boier, și printr-însul soția sa Sofia Spătar și fiul său Socoly precum și moștenitorii și urmașii lor de orice sex, să fie tratați și considerați ca niște adevărați și netăgăduiți NOBILI.", în semn de recunoștință pentru funcțiile sale de curier al Prințului în Carpați, "funcțiune pe care a îndeplinit-o cu credință și statornicie timp de mai mulți ani și mai ales în aceste vremuri furtunoase, [...]". În jurul lui 1846, cinci frați Socol pleacă din Berivoiul Mare, din Țara Făgărașului, și se stabilesc în Muntenia. 
„Au trecut munții cinci frați, toți constructori, venind din regiunea Făgărașului, un sat de subt munți, Berivoiul mare, unde și azi e răspândit numele Socol, și unde se spune că un strămoș al lor a venit din Muntenia, anume din regiunea Târgoviștei, care e vatra familiei Socol, fiind până azi, lângă Târgoviște, Valea lui Socol ca și două biserici ctitorii ale lor, la Răzvadu de Sus și la Cornești.”
 Unul dintre acest cinci frați este arhitectul  Nicolae Gh. Socol (?? – decedat în 1872). El s-a stabilit în Ploiești în jurul anilor 1840-1845 și s-a numit pe sine însuși Socolescu. Căsătorit cu Ioana Săndulescu, din mahalaua Sfântu Spiridon, a avut o fiică (decedată în copilărie) și patru băieți, dintre care doi au devenit arhitecți: Toma N. Socolescu și Ion N. Socolescu. Șirul  arhitecților continuă cu Toma T. Socolescu, fiul lui Toma N. Socolescu, precum și cu fiul său Barbu Socolescu.

Istoricul, cartograful și geograful Dimitrie Papazoglu evocă, în 1891, prezența la București a boierilor români de gradul I, "Socolești", urmași ai Socolului din Dâmbovița. De asemenea, Constantin Stan se referă și el, în 1928, la originea precisă a lui Niculae Gheorghe Socol: 
„ La poalele Carpaților, pe malul drept al rîulețului cu același nume este așezată comuna Berivoii-mari [...], unul dintre cele mai vechi sate din vatra Oltului[...]. Locuitorii sunt plămădiți din iobagi și foști boieri. [...], iar familii boierești românești au fost: Socol, Boier, Sinea și Răduleț, soldați privilegiați grăniceri.[...] Familia G. Streza Socol a dat pe Nicolae Socol, arhitect cu diploma dela Viena, care a descălicat în orașul Ploești, cu mai mulți frați ai lui pela mijlocul veacului trecut.”

## Opere arhitecturale și urbanistice

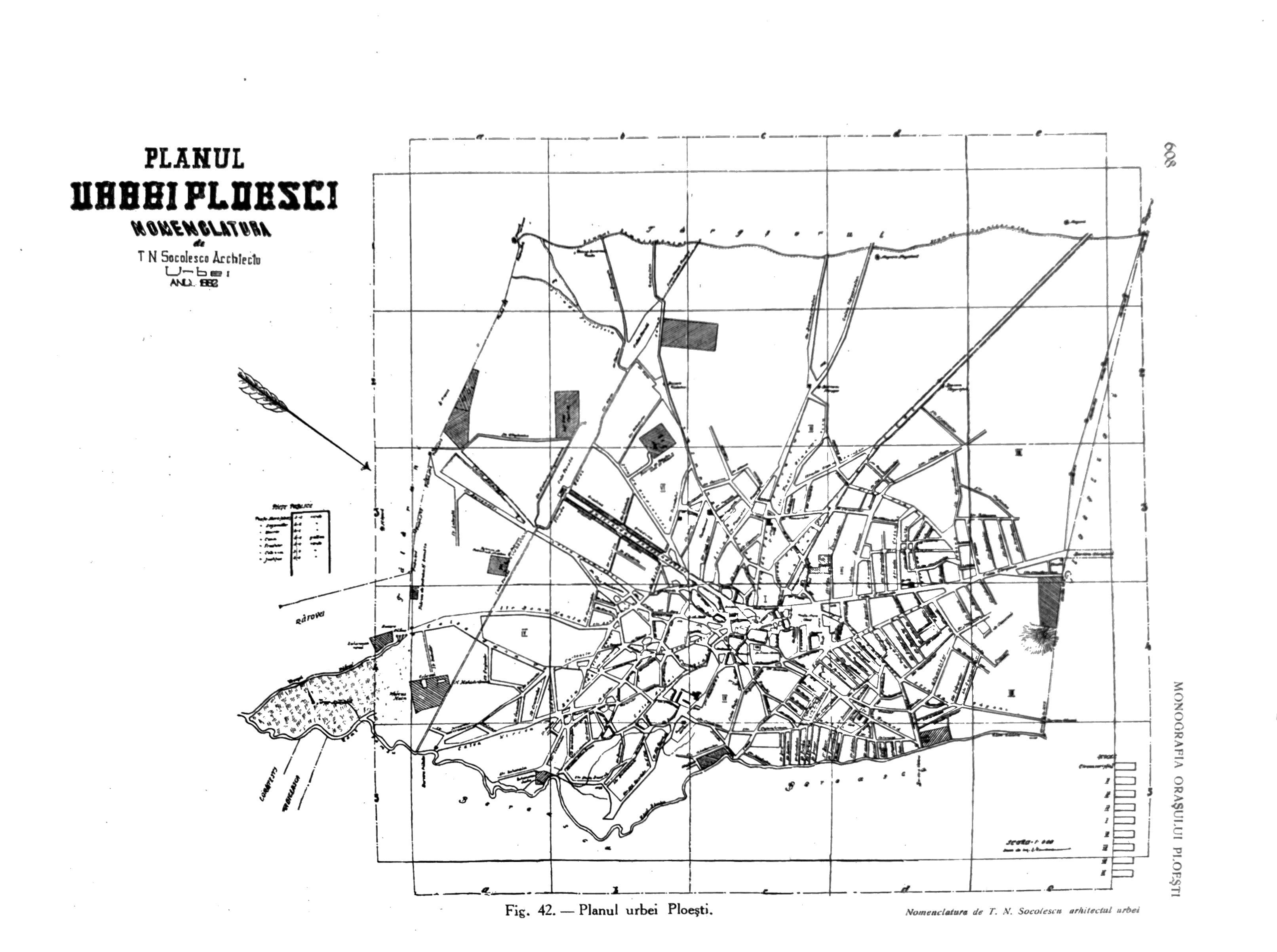
Primul plan topografic al orașului Ploiești întocmit de arhitectul șef Toma N. Socolescu, în 1883.

Toma N. Socolescu își începe cariera de arhitect și maestru de construcții în orașul său natal, în 1870. Întocmește planurile și realizează construcții pentru toate tipurile de clădiri: case particulare, clădiri publice, fabrici, biserici, etc. În calitate de arhitect-șef al orașului Ploiești a întocmit, în 1882, primul plan topografic al orașului: „Planul urbei Ploesci, nomenclatura, de Toma N. Socolescu architectu, URBEI, Anu 1882”..
Contribuie la crearea noului Bulevardul Independenței, care leagă noua Gară de Sud de centrul orașului. Traseul a fost fixat în 1871 de către consiliul municipal după lungi amânări și schimbări. Bulevardul va deveni artera principală a orașului. Socolescu a reluat lucrarea arhitectului „Inginer-șef al orașului” Cristian Kertsch, care stabilise planul de expropriere al proiectului.. Le boulevard deviendra l'artère principale de la ville.
În 1830, orașul Ploiești nu include nicio clădire oficială, publică, nici măcar școală sau spitale. Serviciile publice au fost instalate în spații private închiriate în acest scop, și adesea nepotriviți pentru această folosință. Totul rămânea de construit. Toma N. Socolescu a jucat un rol major în construcția și amenajarea clădirilor publice.
Orașul îi datorează majoritatea clădirilor publice oficiale din secolul al XIX-lea și începutul secolului al XX-lea. Majoritatea vor dura până în 1944. Unele, și în special bisericile, se mai văd încă.

### În Ploiești

#### Biserici, clădiri publice și opere de artă
- Planurile și construcția bisericii Sfânta Vineri, între 1875 și 1880, situat pe strada Neagoe Basarab numărul 12. Este în stil neoclasic, marcat și de influența barocului german contemporan[a 12][d 8]. Cele trei turnuri în stil tradițional sunt de inspirație rusă[e 13]. Mulți soldați ruși prezenți, în cadrul  conflictului ruso-turc din 1877-1878, au contribuit la construcția acestuia[a 13][d 9]. A supraviețuit în ciuda pagubelor mari provocate de cutremurele din 1940  și din 1977, precum și de bombardamentele americane din 1944. Reconsolidată în anul 1998, biserica este listată monument istoric[15]. Pereții săi interiori au fost pictați cu fresce de către pictorul Gheorghe Tattarescu[a 14][d 10], ortografiat apoi: Tătărăscu.
- Capela cimitirului Viișoara în 1880, când este fondat cimitirul cu același nume[a 5][c 1][d 3].
- Planurile și construcția bisericii Sfinții Împărați Constantin și Elena, din 1894[d 11], situată la intersecția străzilor Ion Luca Caragiale, Take Ionescu și Mărășești. Arhitectul s-a inspirat din Biserica Episcopală din Curtea de Argeș, cunoscută la acea vreme drept cel mai frumos monument din țară[a 15][d 12] dar și stilul fratelui său Ion N. Socolescu[16]. Interiorul clădirii a fost decorat de renumitul pictor bisericesc de la acea vreme: Toma Vintilescu. Lucrările nu vor fi finalizate până în 1902[d 11]. De asemenea, puternic afectată de război și cutremur, biserica a fost restaurată și resfințită în 1945.

| Biserica Sfânta Vineri.    | Biserica Sfinții Împărați Constantin și Elena. | Capela cimitirului Viișoara.} de Ploiești. | Statuia Libertății din Ploiești în 1908. |
| Biserici și opere de artă. |                                                |                                            |                                          |

- Planuri și construcție a fostului Tribunal[a 4][d 2], construit în 1879, situată pe trotuarul actualului Hotel Prahova Plaza, pe strada Mihail Kogălniceanu, chiar în fața casei Ergas Mamaciu. A fost grav afectat de cutremurul din 1940, apoi demolat în lunile care au urmat[f 1].

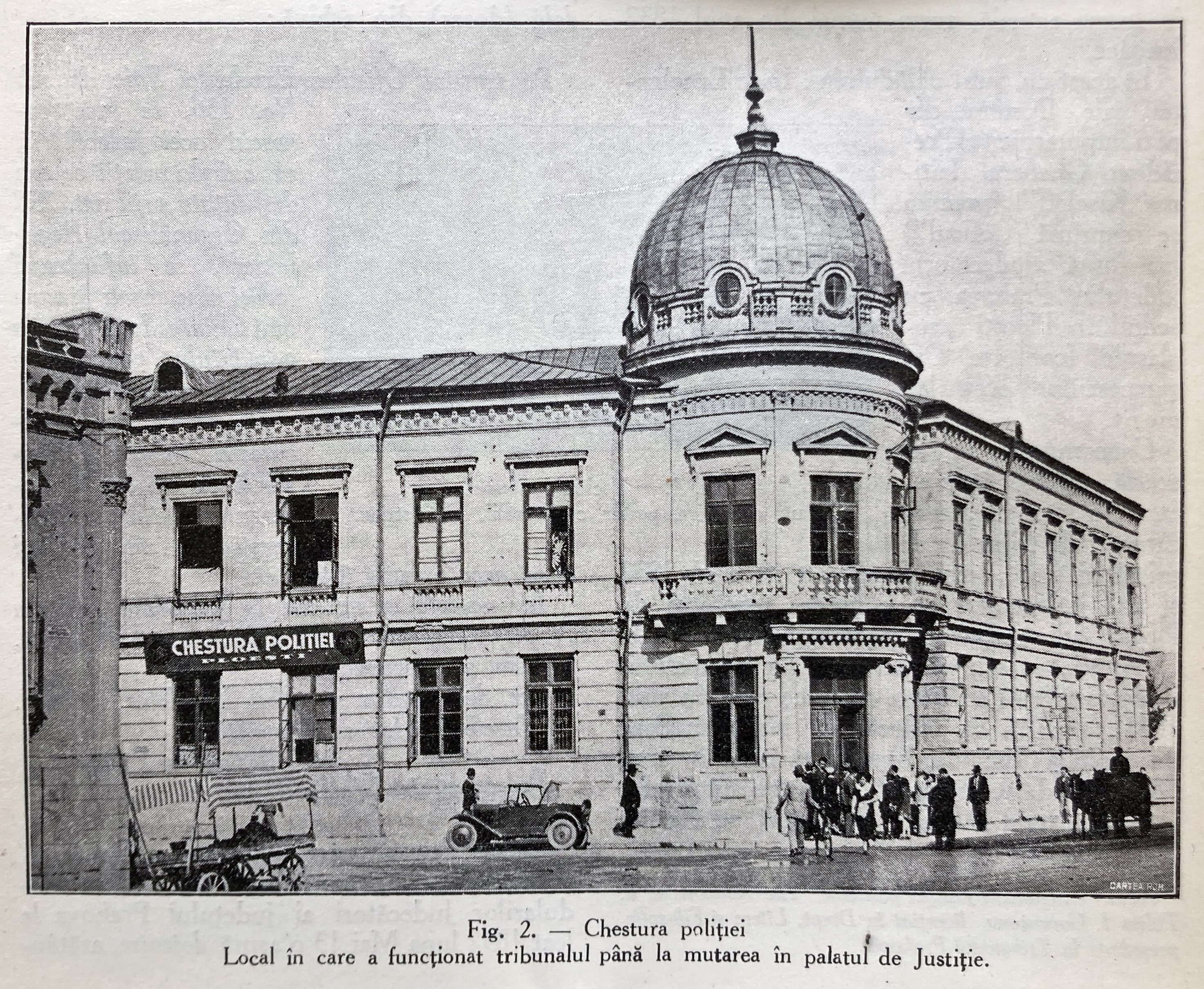
Tribunalul vechi a Ploieștiului imaginat și construit de Toma N. Socolescu, în 1879.

- Întocmește planurile și construiește „Palatul băilor comunale” comandat de Radu Stanian, între 1877 și 1879.[a 16][d 13][f 2]. Băile, redenumite ulterior Băile Municipale, sunt apoi vândute orașului. Inaugurate în 1881, sunt un simbol admirat de locuitori. Funcționează până după al doilea război mondial, găzduind băile, dar și, pe perioade, o parte din clasele liceului Sfântul Petru și Pavel, un atelier tipografic și alte instituții, precum Biblioteca Nicolae Iorga din 1921 până în 1941[17]. Acestea sunt în cele din urmă distruse de comuniști în 1955[e 14], și înlocuite cu blocuri de locuințe palide și fără stil[f 2].
- Planurile și construcția Școlii de Arte și Meserii, calea Văleni (la vremea respectivă), construită în 1886[a 17][d 14]. Clasat monument istoric[18], se află la nr. 22 pe strada Văleni și adăpostea până în 2023 o administrație publică „Serviciile de Gospodărire Urbană a Municipiului Ploiești” (SGU), care au părăsit clădirea pentru a permite consolidarea acesteia. Aceste lucrări fac parte dintr-un program finanțat în cadrul PNRR (Planul Național de Redresare și Reziliență)[19] din octombrie 2022[20]. Cu toate acestea, România a fost, până acum[21], incapabilă să recupereze numeroasele fonduri europene care i-au fost deschise (inclusiv PNRR), nu doar din cauza incompetenței administrației române și a guvernelor succesive, ci și din cauza nerealizării tuturor reformelor care condiționau obținerea acestora[22]. La 31 august 2025, o parte din fonduri riscă să fie pierdute definitiv de România[23]. În iunie 2025, niciun lucrări nu au început încă la această clădire.

- Școala Primară de Băieți „Numărul 3”, una dintre cele mai vechi școli primare din oraș, aflată atunci la colțul străzii Târgușor (sau Târgșor), și Locotenentul Al. Zagoriț, fosta strada Ghiță Alexiu, în 1888[a 18][c 1][d 15]. Clădirea a supraviețuit, găzduind acum o grădiniță pe strada Mărășești numărul 58, la intersecția cu strada Lobacevschi.
- Piețele de peste, în 1880, sub mandatul primarului Constantin T. Grigorescu. Acestea sunt demolate pentru a face loc construirii Halelor Centrale din Ploiești, opera majoră a fiului său Toma T Socolescu.[a 5][d 3].
- Cazarma de pompieri, în spatele primăriei vechi, în 1881[a 5][d 3]. A fost distrus în urma cutremurului din 1940[f 3].
- Grand Hotel Luca Moise, precum și sala de teatru alăturată, finalizate la 15 octombrie 1885[a 5][d 3]. Hotelul era situat la intersecția dintre străzile Mihail Kogălniceanu, fosta Franceză și Constantin Dobrogeanu Gherea, fostele străzi ale Municipalității.[24]. Acestea au fost demolate în urma cutremurului din 1977, în cadrul programului comunist de „sistematizare” stabilit pentru oraș în 1968.
- Planurile și construcția hotelului Boulevard, în 1896, care a fost ultima sa lucrare. Era situat în Piața Unirii, avea parter ocupat de prăvălii, iar la etaj camere de dormit. După Primul Război Mondial a fost închiriată de către administrația financiară a Prahovei[a 18][d 15]. Intre timp a fost demolată.

| Școala de Arte și Meserii Ploiești de pe strada Văleni nr. 32 în 2025. | Școala primară de băieți „Numărul 3”, în 2025. | Școala primară de băieți „Numărul 3”, în 2025. |
| Școli în Ploiești.                                                     |                                                |                                                |

- Baza de marmură (extrasă dintr-o carieră prahoveană) a Statuii Libertății, precum și gardul ei din fier forjat. Inaugurată pe 11 iunie 1881, statuia de bronz o reprezintă pe Minerva, Zeița înțelepciunii. A fost executat și turnat în Franța[a 19][d 16]. S-a schimbat de mai multe ori locația de-a lungul anilor[f 4], acum este situată „Piața Eroilor”, în fața Catedralei Saint Jean le Baptist, construită de fiul său Toma T. Socolescu. Este un simbol important al orașului în urma turbulențelor politice din 1870, a rămas mult timp neglijat și ascuns de comuniști. Foarte degradat în anii 2000[f 4], a fost restaurat în cele din urmă din 2008 până în 2012, apoi mutat din nou în 2012 în locația actuală[25]. Listat ca monument istoric[26].

#### Case particulare și prăvălii
- Noua Casa Dimitrie Sfetescu[a 20][d 17], clasată monument istoric[27], devin sediul companiei petroliere Concordia[28] în anii 1930, apoi sediul poliției municipale din Ploiești în anii 2000. Încă în picioare pe Bulevardul Independenței numărul 21[f 5].

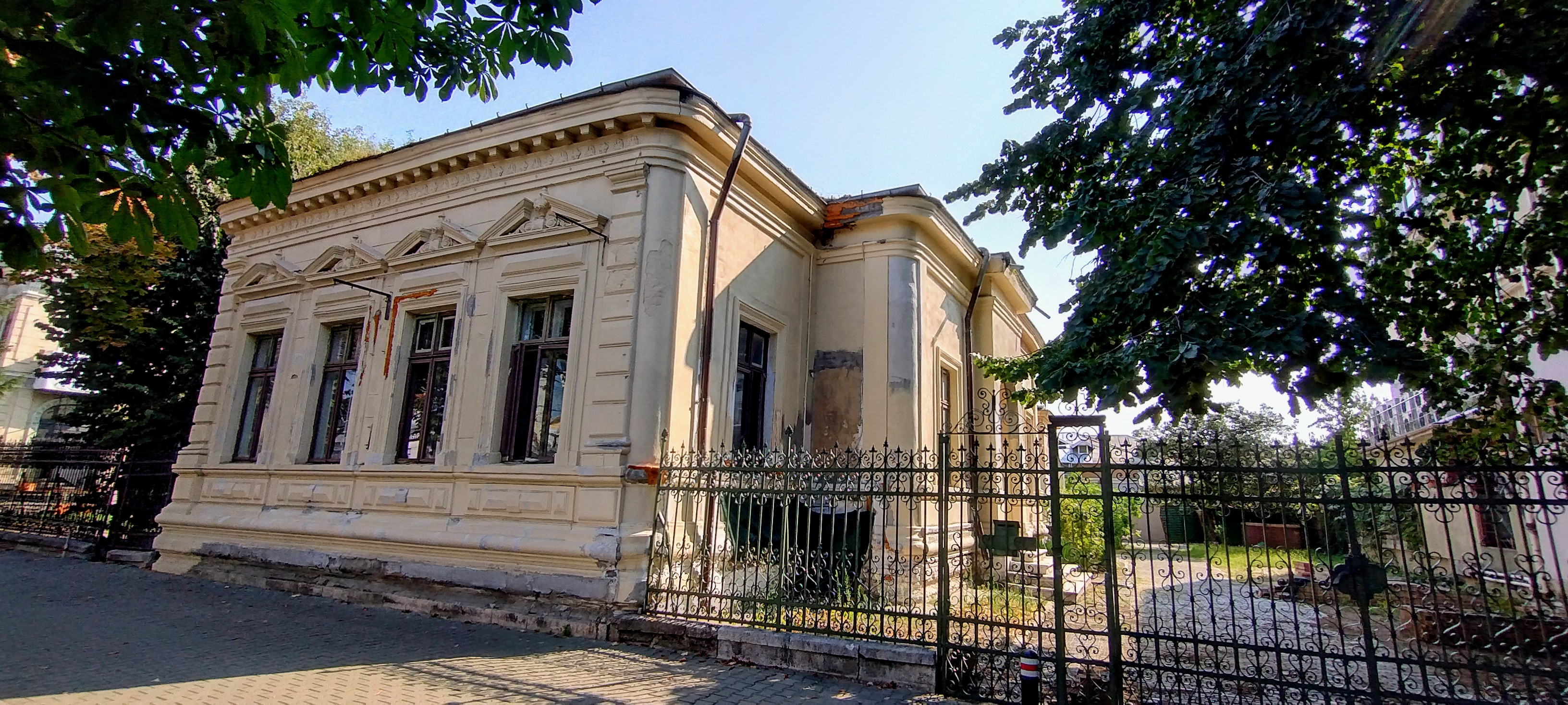
Casa Gheorghe Dobrescu de pe Bulevardul Independenței nr. 23Dobrescu, în 2025.

- Casa Gheorghe Dobrescu[a 20][d 17], mare negustor din Brașov (Transilvania), situată pe Bulevardul Independenței 23, și încă vizibilă[f 5].
- Casa D. Angelescu[a 20][d 17]. Distrusă la începutul anilor 2000[f 5]. O casă a fost reconstruită de atunci, copiinduise stilul original[29].
- Proprietatea lui Gogălniceanu, la intersecția străzilor I. Radovici[30] și Kogălniceanu în anul 1870, o mare casă de negustor, cu prăvălii la parter și un etaj. Colțul clădirii prezintă un frontispiciu decorat cu un basorelief reprezentând doi lei și un bust al lui Mihai Viteazul, domnitor valah aflat la originea dezvoltării puternice a orașului, și a cărui imagine este adesea amintită pe clădiri vechi sau scrieri legate de Ploiești[a 4][d 2]. Este demolată după cutremurul din 1977[31].
- Întocmește planurile și construiește o mare parte din prăvăliile cu un etaj de pe strada Lipscani, loc istoric și emblematic de trecere și comerț în oraș[a 5][d 3], și de pe alte străzi ale centrului orașului, precum strada Cavafi[c 1], în stil neoclasic și neo-italian. Aceste clădiri sunt păstrate în forma lor originală până la bombardamentele americane din 1944. Reamenajarea urbană comunistă, implementată din anii 1960, apoi sistematizarea lui Ceaușescu le-a pecetluit soarta. Toate au dispărut cu toții, ca și strada Lipscani în sine. Strada Lipscani era o stradă veche, ușor curbată, care mergea din inima orașului până la Palatul de Justiție. Această arteră a dispărut în două etape: prima jumătate din apropierea Palatului Culturii a fost demolată în perioada 1968-1969, pentru a face loc actualului centru administrativ. Cealaltă jumătate a fost demolată după cutremurul din 1977.[f 6].

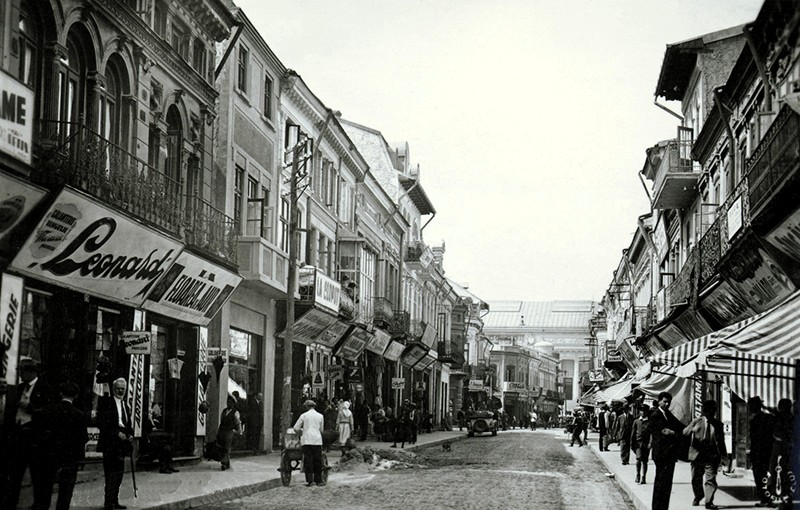
Strada Lipscani din Ploiești în anii ’30.

- Casa Toma Rucăreanu în 1884[a 20][d 17]. Clasată monument istoric[32], a devenit Casa Sfetescu, situată pe Bulevardul Independenței numărul 19[f 5]. A găzduit restaurantul Mon jardin până în iunie 2024, data închiderii sale definitive.
- Tot în jurul anului 1888, a construit marea clădire Eliade, în piața din fața Grand Hotel Luca Moise[a 18][d 15]. Imobilul nu mai exista.
- Casa I. Bazar de pe fosta calea București, la colțul străzii Ștefan cel Mare[a 18][d 15], care de atunci a dispărut.
- Casa Naumescu de pe strada Rudului[a 18][d 15], distrusă.

Lista nu este exhaustivă.

#### Realizări în calitate de maestru de construcții și antreprenor
- Școala Gimnazială de fete Despina Doamna, strada Buna Vestire, în anul 1890, conform proiectului fratelui său Ion N. Socolescu[a 22][c 6][d 19][33]. Transformată în spital militar în timpul celui de-al Doilea Război Mondial, între 1941 și 1943, școala a fost în cele din urmă complet distrusă de  bombardamentele americane din aprilie 1944.[f 7].
- Reconstituirea Spitalului Boldescu, în anul 1893, situat în strada Boldescu, spital înființat în 1831 de ispravnicul boierului cu același nume Gheorghe Boldescu[34]. Lucrarea a fost realizată dupa planurile arhitectului Filip Xenopol[a 23][d 20].
- Școlile „numărul doi” de băieți și de fete[a 18][d 15].

| Prăvălie Ion G. Gogălniceanu, 1970.  | Casa Dimitrie Sfetescu, 2012. | Casa Toma Rucăreanu, 2012. | fostul hotel Bulevard din jurul anului 1930. |
| Prăvălie, case și hotel în Ploiești. |                               |                            |                                              |

### În județul Prahova
- Biserica Sfinții Voievozi, pe la anul 1876, situată în centrul orașului Urlați[35][c 1][36].
- Restaurarea primăriei vechi din Câmpina în jurul anului 1880[c 1], clădire construită inițial de tatăl său Niculae Gheorghe Socol în jurul anului 1850 pentru jurnalista Zaharia Carcalechi, clădirea este recuperată de către administrația locală, în 1877, pentru a fi transformată în primărie. Era situată la intersecția bulevardului Doftanei[37], și bulevardului central al orașului, bulevardul Carol I[38].Este demolată  în 1922, iar pe același loc este construită o altă primărie[39].

#### Realizări în calitate de maestru de construcții și antreprenor
- Școala de Meserii Vasile Paapa[a 18][d 21] de Valea Boului, redenumită mai nou Valea Cricovului. Vasile Paapa (1819-1884), ministru interimar în 1861, a fost un mare filantrop și a făcut numeroase donații școlilor din Ploiești. Școala de meserii și școala primară din Valea Călugărească au fost finanțate în întregime din fondurile sale proprii.[d 22].
- Școala Primară Vasile Paapa satului Valea Călugărească[a 18][d 21].
- Spitalele din Urlați și Sinaia[a 18][c 1][d 15].
- Cazărmile militare din Mizil[a 18][d 15].

### În București

#### Realizări în calitate de maestru de construcții și antreprenor
- Cazarma Cuza-Vodă[a 18][c 1][d 15][40], situată de pe Dealul Spirii, în mijlocul vechiului cartier istoric Uranus, distrus complet de Ceaușescu, pentru a construi giganticul și mult contestat „Palat al Poporului”.

### În alte județe

#### Realizări în calitate de maestru de construcții și antreprenor
- Școala agricolă Iordache Zossimade din Armășești[a 18][d 15], județul Ialomița, construită în jurul anului 1887[41].

## Moștenirea
Până în 1944, o bună parte din cele mai frumoase străzi ale Ploieștiului, și din monumentele cheie ale orașului al căror autor este, erau încă în picioare și au marcat profund fața orașului, pentru care Toma N. Socolescu adusese nota neoclasică de inspirație franceză și italiană. La aceastea se adăuga și stilul neoromânesc, printre care numeroase creații ale fiului său Toma T. Socolescu, mare constructor tot la Ploiești și în tot Județul, dar și construcții în stil Art Deco, chiar Bauhaus. Bombardamentele americane din 1944 doboară a opta parte din clădiri și afectează definitiv armonia orașului și eclectismul său arhitectural. Cutremurul din 1977 și 1940 dau lovituri și construcțiilor din Prahova, inclusiv mai multe ale lui Toma N. Socolescu. Cea mai semnificativă distrugere este însă apanajul comuniștilor care vor completa desfigurarea orașului între 1960 și 1989 prin două valuri de sistematizare. Cea mai masivă va fi decisă de Nicolae Ceaușescu, ultimul dictator comunist. Aceste operațiuni de distrugere totala pretextează adesea șubrezirea clădirilor la cutremurul din 1977 și vizează să șteargă de pe fata pământului o epoca care evocă doar prea mult dintr-o burghezie educată înfloritoare și expresia triumfătoare a unei perioade pe care noul regim voia absolut să o dea uitării. Cu toate acestea, există încă câteva biserici și clădiri publice ale arhitectului, precum și câteva frumoase clădiri rezidențiale. Acestea sunt embleme ale orașului, majoritatea fiind clasate monumente istorice. Lucrările lui Toma N. Socolescu rămân expresia neoclasicismului în arhitectură.
Foarte cunoscut în orașul Ploiești, numele arhitectului constructor este legat de istoria unui oraș bogat în comerț și petrol, și al cărui viitor părea atunci strălucitor. Un liceu poartă numele lui, precum și o stradă: „Arhitect Toma Socolescu”.
| Palatul băilor comunale.                      | Cazarma Cuza-Vodă, în jurul anului 1930. |
| Băile Ploiești și cazarma Vodă din București. |                                          |

## Alte surse
- Documente oficiale ale instituțiilor române, printre care Monitorul Oficial al României.
- și  Arhivele familiei Socolescu (Paris, București) inclusiv fondul fotografic.
- Lucian Vasile, istoric, consilier superior al Consiliului Național pentru Studierea Arhivelor Securității (CNSAS) din 2025, fost expert și șef de birou la Institutul de Investigare a Crimelor Comunismului și Memoria Exilului Românesc (IICCMER), Președintele Asociației pentru Educație și Dezvoltare Urbană (AEDU)[56], ploieștean și autor al site-ului de specialitate în istoria orașului RepublicaPloiesti.net.